# 宗哥雷氏鯰
宗哥雷氏鯰，為輻鰭魚綱鯰形目鼬鯰科的其中一種，為熱帶淡水魚，被IUCN列為易危保育類動物，分布於中美洲墨西哥淡水流域，體長可達7.2公分，棲息在底中層水域，生活習性不明。

## 扩展阅读
維基物種上的相關：宗哥雷氏鯰